# Station Midleton
Station Midleton  is een spoorwegstation in Midleton in het Ierse graafschap Cork. Het station is het eindpunt van de forenzenlijn Cork - Midleton. Tussen beide plaatsen rijdt op werkdagen ieder half uur een trein.
Het station in Midleton werd oorspronkelijk geopend in 1859. In 1963 werd het personenvervoer beëindigd. In het kader van het Transport21-project werd de spoorlijn tussen Cork en Midleton weer in gebruik genomen. De oude spoorlijn werd daarbij vervangen. Midleton lag oorspronkelijk aan de lijn Cork - Youghal, maar voorbij Midleton is de oude lijn opgebroken.